# Den (geslacht)
Den (Pinus) is een geslacht van naaldbomen uit de dennenfamilie (Pinaceae). Veel Pinus-soorten worden gekenmerkt door naalden die op korte loten staan in bundels van twee tot vijf of meer. De naalden kunnen van enkele centimeters tot circa 25 centimeter lang worden. Enkele soorten zijn struiken, maar de meeste zijn bomen.
De den heeft een grote verspreiding op het noordelijke halfrond: vooral in Noord-Amerika en Azië komen veel soorten voor. Dennensoorten kunnen dominant zijn in bossen in wat koudere regionen zoals in de bergen en in landen dichter bij de noordpool. In Nederland kwam de grove den na de laatste ijstijd van nature voor op hoogveen. De grove den is daar verdwenen door de ontginning van hoogveen. Er zijn enkele dennensoorten zoals de Corsicaanse den en grove den aangeplant om zandverstuivingen vast te leggen. Hierdoor zijn de enorme stuifzandgebieden op de Veluwe grotendeels verdwenen. Daarnaast is in de 20e eeuw veel grove den aangeplant in Nederland om te voorzien in de behoefte aan mijnhout.

## Namen
| Wetenschappelijke naam | Nederlandse naam | Duitse naam          | Engelse naam | hout                   |
| ---------------------- | ---------------- | -------------------- | ------------ | ---------------------- |
| Pinus                  | den, pijnboom    | Kiefer, Föhre, Forle | pine         | grenen                 |
| Picea                  | spar (fijnspar)  | Fichte ("Rottanne")  | spruce       | vuren                  |
| Abies                  | zilverspar       | Tanne                | fir          | dennen                 |
| Larix                  | lork, lariks     | Lärche               | larch        | larikshout, lorkenhout |

De naam 'den' werd oorspronkelijk vooral gebruikt voor soorten uit verwante geslachten, zoals spar en zilverspar. Het verwante Duitse woord Tanne betekent zilverspar. In het Nederlands is het gebruik verschoven naar soorten uit het geslacht Pinus (met name de grove den en de zeeden) of als verzamelnaam voor alle soorten uit de dennenfamilie. Voor de soorten van het geslacht "den" was het woord "pijnboom" gebruikelijk, wat terug te vinden is in enkele afgeleide woorden. Zo heten de pitten van de parasolden pijnboompitten. Een andere oude naam is "mastboom".
Het liedje O dennenboom gaat over de kerstboom; dit is meestal een spar of een zilverspar, en dus geen den in de huidige betekenis.
Het hout van dennen heet grenen. Dennenhout stamt van het geslacht Abies (zilverspar). Sparren leveren vurenhout.

## Beschrijving

### Vegetatieve kenmerken
Pinus-soorten zijn bomen of, minder vaak, struiken. Het hout, de schors, de bladeren in de vorm van naalden en vaak ook de kegels vormen harskanalen. De stam is monopodiaal, dus hij gaat door van de basis naar de punt. De vertakking van de stam vindt plaats in schijnkransen. De bast is gegroefd of verdeeld in platen tot dun en schilferig of dun en glad. De scheuten zijn tweevoudig, er wordt onderscheid gemaakt tussen korte en lange scheuten. De zaailingen hebben drie tot 24 zaadlobben.
De toppen van de lange scheuten en kegels worden aanvankelijk beschermd door schaalvormige onderste bladeren, maar niet de korte scheuten en pollenkegels. De schaalbladeren vallen snel af of blijven op de takken. De naalden groeien zelden afzonderlijk of in bundels, meestal in paren, tot vijf en soms tot acht bij elkaar, die aan de basis zijn omgeven door een naaldhuls. De naaldhuls valt snel af of blijft aan de boom zitten. De naalden blijven twee tot dertig jaar aan de boom en vallen er als een bundel af. Ze bereiken lengtes van 2,5 tot 50 centimeter en zijn meestal 0,5 tot 2,5 millimeter dik (met één soort tot 7). Ze zijn naaldvormig of, bij één soort, lancetvormig, plan-convex of driehoekig in doorsnede, minder vaak pedicel-rond of plat. De rand is heel of fijn gezaagd. De huidmondjes liggen aan alle kanten van de bladeren, alleen aan de bovenzijde of soms alleen aan de onderzijde van één soort.

### Generatieve kenmerken
Pinus-soorten zijn eenhuizig. De pollenkegels groeien in een spiraal nabij de basis van jonge lange scheuten. Ze zijn ovaal-langwerpig tot cilindrisch en bestaan uit een dunne as met talrijke spiraalvormig opgestelde, min of meer schildvormige microsporofylen.
De zaadkegels zijn gesteeld en staan afzonderlijk of vaker in groepen aan de uiteinden van de scheuten. Ze zijn schuin ovaal, eivormig tot cilindrisch en 2 tot 60 centimeter lang. Ze rijpen meestal na twee of minder vaak na drie jaar, worden snel weggegooid of blijven langer aan de boom. Ze groeien aanvankelijk rechtop en zijn hangend of uitstekend als ze rijp zijn. De dekschubben zijn onopvallend tijdens de bestuiving en groeien niet verder zoals de zaadschalen. De zaadschalen zijn permanent, omgekeerd eirond tot langwerpig, dun of dik houtachtig en spiraalvormig verbonden met een dunne of dikke centrale as. Het deel van de schaal dat in gesloten toestand zichtbaar is, wordt de apophysis genoemd en wordt in verschillende mate verdikt en/of verlengd. De apophysis heeft een dorsale of terminale umbo die kan worden bewapend met een piek. De zaden zijn meestal enigszins afgeplat en hebben een overwoekerde of gearticuleerde, vliezige vleugel die wordt gevormd uit het adaxiale deel van de zaadschalen. Het kan meerdere keren langer zijn dan het zaad of het kan ook achteruitgaan.

## Verspreiding en teelt
Pijnboomsoorten komen voornamelijk voor op het noordelijk halfrond. De belangrijkste distributiegebieden zijn koele, vochtige klimaatgebieden. Veel soorten koloniseren echter ook subtropische en tropische gebieden. Pijnbomen worden nu over de hele wereld gekweekt in geschikte klimaatzones. Vooral in Korea en Japan hebben de dennen een bijzondere symbolische betekenis: daar staan ze voor kracht, een lang leven en constant geduld. In deze landen worden dennen daarom met name vaak in zorgvuldig ontworpen vorm aangetroffen in tempels en tuinen. Dennen zijn de belangrijkste boomsoorten in de bosbouw wereldwijd. Meestal niet veeleisend en krachtig, worden ze vaak gebruikt in plaats van de inheemse boomsoorten voor effectieve herbebossing na vernietiging en kappen van bossen. In de tropen en subtropen worden dennen gekweekt in houtplantages. Er zijn ook grote delen van pijnbomen in het Middellandse Zeegebied en in Japan. In Centraal-Europa werden grote bosgebieden bebost met de grove den in monocultuur tot ver buiten hun natuurlijke voorkomen. Deze zuivere opstanden zijn gemakkelijk te vestigen en te oogsten, maar zijn veel gevoeliger voor bosbranden en insectenplagen dan meer natuurlijke gemengde bossen. Op middellange termijn leiden ze dus tot uitspoeling en verzuring van de bodem.

## Ziekten
- Blauwe vlek (verschillende ziekteverwekkers zoals Ceratocystis en Ophiostoma piliferum): Dit is een verkleuring van het hout.
- Blaarroest van pijnboomschors (Cronartium flaccidum of Endocronartium pini): een roestschimmel die leidt tot de vorming van de Kienopf.
- Stroroest (Cronartium ribicola): beïnvloedt vijf-naalds dennen.
- Witte sneeuwschimmel (Phacidium infestans): beïnvloedt de steenpijnboom.
- Zwarte sneeuwschimmel (Herpotrichia coulteri): valt de bergdennen aan.

## Gebruik
Het hout van vele Pinus-soorten wordt gebruikt als timmer-, bouw- en meubelhout. Het hout van de Europese Pinus sylvestris heet (Europees) grenen, een naam die met een bijvoeglijk naamwoord ook wel voor het hout van andere Pinus-soorten gebruikt wordt. Zo is Frans grenen het hout van Pinus pinaster. In het verleden werd hout uit Amerika wel aangeduid als "Amerikaans grenen", maar tegenwoordig worden de Amerikaanse benamingen voor de diverse houtsoorten (handelsgroepen) overgenomen, zoals pitch pine, southern pine, waarbij het kan gaan om Pinus echinata, Pinus elliotii, Pinus palustris of Pinus taeda.
Dennen worden ook gebruikt om hars en pek te extraheren. Het harsachtige spinthout dat de boom vormt rond verwondingen werd voorheen gebruikt voor verlichting. 
De zaden van sommige dennensoorten zijn zo groot dat ze als voedsel worden gebruikt, zoals pijnboompitten en cedernoten.

## Symboliek
In China is de den een symbool van een lang leven, duurzaamheid en zelfdiscipline. Het gepaarde uiterlijk van de naalden vertegenwoordigt de gelukkige saamhorigheid van het huwelijk. Samen met pruim en bamboe is de den een van de drie vrienden van de winter. De Amerikaanse staat Maine heeft de bijnaam The Pine Tree State en gebruikt de pijnboom als symbool in zijn vlag en zegel.

## Selectie van soorten
Europa
- Turkse den (Pinus brutia)
- Canarische den (Pinus canariensis)
- Alpenden (Pinus cembra)
- Aleppoden (Pinus halepensis)
- Bosnische den (Pinus heldreichii)
- Bergden (Pinus mugo)
- Zwarte den (Pinus nigra)
  - Oostenrijkse den (Pinus nigra subsp. nigra)
  - Corsicaanse den (Pinus nigra subsp. laricio)
- Macedonische den (Pinus peuce)
- Zeeden (Pinus pinaster)
- Parasolden (Pinus pinea)
- Grove den (Pinus sylvestris)

Noord-Amerika
- Asgrijze den (Pinus albicaulis)
- Stoppelden (Pinus aristata)
- Knobbelden (Pinus attenuata)
- Mexicaanse den (Pinus ayacahuite)
- Vossenstaartden (Pinus balfouriana)
- Struikden (Pinus banksiana)
- Draaiden (Pinus contorta)
- Grootkegelden (Pinus coulteri)
- Buigzame den (Pinus flexilis)
- Jeffreyden (Pinus jeffreyi)
- Suikerden (Pinus lambertiana)
- Langlevende den (Pinus longaeva)
- Enkelbladige den (Pinus monophylla)
- Amerikaanse witte den (Pinus monticola)
- Bishopden (Pinus muricata)
- Moerasden (Pinus palustris)
- Mexicaanse treurden (Pinus patula)
- Ponderosaden (Pinus ponderosa)
- Montereyden (Pinus radiata)
- Harsige den (Pinus resinosa)
- Pekden (Pinus rigida)
- Weymouthden (Pinus strobus)

Azië
- Yakushima witte den (Pinus amamiana)
- Chinese witte den (Pinus armandii)
- Bhutaanse witte den (Pinus bhutanica)
- Lacebark-den (Pinus bungeana)
- Vietnamese witte den (Pinus dalatensis)
- Sikang-den (Pinus densata)
- Japanse rode den (Pinus densiflora)
- Noord-Vietnamese witte den (Pinus eremitana)
- Hainan witte den (Pinus fenzeliana)
- Wulu-den (Pinus fragilissima)
- Chilgoza-den (Pinus gerardiana)
- Henry's den (Pinus henryi)
- Pinus hwangshanensis
- Khasi-den (Pinus kesiya)
- Koreaanse den (Pinus koraiensis)
- Krempf's den (Pinus krempfii)
- Tenasserim-den (Pinus latteri)
- Luchu-den (Pinus luchuensis)
- Masson's den (Pinus massoniana)
- Sumatraanse den (Pinus merkusii)
- Taiwanese witte den (Pinus morrisonicola)
- Wuzhi Shan witte den (Pinus orthophylla)
- Japanse witte den (Pinus parviflora)
- Perzische den (Pinus persica)
- Siberische dwergden (Pinus pumila)
- Chir-den (Pinus roxburghii)
- Siberische den (Pinus sibirica)
- Qiaojia-den (Pinus squamata)
- Chinese rode den (Pinus tabuliformis)
- Taiwanese rode den (Pinus taiwanensis)
- Japanse zwarte den (Pinus thunbergii)
- Uyematsu witte den (Pinus uyematsui)
- Tranenden (Pinus wallichiana)
- Guangdong witte den (Pinus wangii)
- Yunnan-den (Pinus yunnanensis)